# Rhammura tenuicornis
Rhammura tenuicornis är en stekelart som beskrevs av Günther Enderlein 1905. Rhammura tenuicornis ingår i släktet Rhammura och familjen bracksteklar. Inga underarter finns listade i Catalogue of Life.